# Kolesnîkî, Hoșcea
Kolesnîkî (în ucraineană Колесники) este un sat în comuna Buhrîn din raionul Hoșcea, regiunea Rivne, Ucraina.

## Demografie
Componența lingvistică a localității Kolesnîkî
     Ucraineană (99,68%)
     Alte limbi (0,32%)
Conform recensământului din 2001, majoritatea populației localității Kolesnîkî era vorbitoare de ucraineană (99,68%), existând în minoritate și vorbitori de alte limbi.